# Engeldorf
Engeldorf ist ein Ortsteil der Gemeinde Kürten im Rheinisch-Bergischen Kreis. Engeldorf ist auch Name einer Gemarkung in der Gemeinde Kürten.

## Lage und Beschreibung
Engeldorf liegt auf dem Weg von Biesfeld nach Offermannsheide. Hier lebte Johann Fischer, dessen Engelsammlung Erstausstattung für das Erste Deutsche Engel-Museum Engelskirchen war.

## Etymologie und Geschichte
Engeldorf wurde erstmals im Jahr 1074 urkundlich erwähnt.
Das Bestimmungswort Engel- lässt mehrere Deutungen zu. Der Ortsname erinnert zunächst an den Verkündigungsengel aus griech.„angelos“, genauer: „evangoulos“. Wie viele andere Siedlungs-, Flur- und Familiennamen früh- und hochmittelalterlicher Herkunft werden auch Ortsnamen, die das Bestimmungswort „Engel“ enthalten, in der Volkssprache im Nachhinein fälschlicherweise religiös ausgedeutet. Doch Aussprache, Schreibweisen und Auslegungen ändern sich über die Jahrhunderte. Wesentlich dingfester sind frühe, ortsaffine bzw. geländebezogene Herleitungen, aber auch Bezüge zu mutmaßlichen Gründerpersönlichkeiten. So wird vermutet, dass sich Engeldorf auf einen Personennamen Angilo oder Engil bezieht..- Alte Ortsgründungen wie Engeldorf verweisen insofern auch auf eine Deutung von „engel“ über althochdeutsch „anger“ = „Gemeindewiese“, „enge“ = „abgegrenzte Weide“, auch „Ecke“, mit vergleichbarer Etymologie auch „Angel“, „Anker“ (vgl. Haken > Ecke). Auch der in dem bekannten niederländischen Familiennamen „Lansink“ enthaltene niederdeutsche Namensteil „-ank“ oder „-ink“ meint ursprünglich eine „Land-Ecke“. - Die Mundartforschenden des lokalen Geschichtsvereins vermuten zudem, dass das Bestimmungswort Engel auf eine enge, schmale Rodung zurückzuführen sei.  Demnach gehe der heutige Ortsname „Engeldorf“ hervor aus einer Verhochdeutschung des mundartlichen op dr Engeped. In dem Namen soll als Suffix ein altgerm. -apa-Name, hier in der Form -epe, enthalten sein, ein in der Region häufig vorkommender westeuropäischer Flussnamentypus. Diese Annahme führt zur Topographie eines Fließgewässers in enger, schroffer Umgebung.
Die Topographia Ducatus Montani des Erich Philipp Ploennies, Blatt Amt Steinbach, belegt, dass der Wohnplatz 1715 vier Hofstellen besaß, die als Engeldorf beschriftet sind.-  Carl Friedrich von Wiebeking benennt die Hofschaft auf seiner Charte des Herzogthums Berg 1789 ebenfalls als Engeldorf. Aus ihr geht hervor, dass der Ort zu dieser Zeit Titularort der Honschaft Engeldorf im Kirchspiel Kürten war. - 1822 lebten 60 Menschen im als Hof kategorisierten Ort, der nach der napoleonischen Besetzung zur Landgemeinde Kürten innerhalb der Bürgermeisterei Kürten im Kreis Wipperfürth gehörte.  Auf der Topographischen Aufnahme der Rheinlande von 1824 ist der Ort weiterhin als Engeldorf vermerkt. Um 1830 werden für den als Hof bezeichneten Ort 66 Einwohner angegeben.  - Die Preußische Uraufnahme von 1844 zeigt den Wohnplatz ebenfalls unter dem Namen Engeldorf.- Der 1845 laut der Uebersicht des Regierungs-Bezirks Cöln als Weiler kategorisierte Ort besaß zu dieser Zeit 13 Wohngebäude mit 84 Einwohnern, alle katholischen Bekenntnisses. Die Gemeinde- und Gutbezirksstatistik der Rheinprovinz führt Engeldorf 1871 mit 22 Wohnhäusern und 114 Einwohnern auf. -  Das Gemeindelexikon für die Provinz Rheinland von 1888 verzeichnet für Engeldorf 22 Wohnhäuser mit 92 Einwohnern. - 1895 besitzt der Ort 20 Wohnhäuser mit 94 Einwohnern und gehörte konfessionell zum katholischen Kirchspiel Offermannsheide, - Ab der Preußischen Neuaufnahme von 1893–96 erscheint der Ort auf Messtischblättern regelmäßig als Engeldorf. 1905 werden 17 Wohnhäuser und 83 Einwohner angegeben.
1927 wurden die Bürgermeisterei Kürten in das Amt Kürten überführt. In der Weimarer Republik wurden 1929 die Ämter Kürten mit den Gemeinden Kürten und Bechen und Olpe mit den Gemeinden Olpe und Wipperfeld zum Amt Kürten zusammengelegt. Der Kreis Wipperfürth ging am 1. Oktober 1932 in den Rheinisch-Bergischen Kreis mit Sitz in Bergisch Gladbach auf.
1975 entstand aufgrund des Köln-Gesetzes die heutige Gemeinde Kürten, zu der neben den Ämtern Kürten, Bechen und Olpe ein Teilgebiet der Stadt Bensberg mit Dürscheid und den umliegenden Gebieten kam.